# ژوسلین بل بورنل
ژوسلین بل بورنل (انگلیسی: Jocelyn Bell Burnell؛ زاده ۱۵ ژوئیهٔ ۱۹۴۳) یک اخترفیزیکدان اهل ایرلند شمالی است که در سال 1967 زمانی که یک دانشجوی تحصیلات تکمیلی بود، نخستین تپ اختر را کشف کرد. این اکتشاف در نهایت در سال 1974، جایزه نوبل فیزیک را به دست آورد، اما در کمال ناباوری، ژوسلین بل در بین برندگان جایزه نبود. 
ژوسلین بل از 2002 تا 2004 رئیس انجمن سلطنتی اخترشناسان بریتانیا، رئیس مؤسسه فیزیک از اکتبر 2008 تا اکتبر 2010 و برای مدتی رئیس موقت این موسسه، پس از مرگ رئیس پیشین آن مارشال استونهام در سال 2011 بود. 
در سال 2018 جایزه بریکترو در فیزیک بنیادی به او اهدا شد. پس از اعلام این جایزه، او تصمیم گرفت که از این جایزه 3 میلیون دلاری، برای ایجاد بورس تحصیلی بل بورنل استفاده کند تا به زنان، اقلیت ها و پناهندگان کمک کند تا در رشته فیزیک به تحقیق بپردازند. این صندوق توسط مؤسسه فیزیک اداره می شود. 
در سال 2021، ژوسلین بل دومین زن دریافت کننده مدال کاپلی شد. اولین زن دریافت کننده این مدال،دوروتی هاجکین بود که در سال 1976، این مدال را دریافت کرده بود. بانک اولستر ایرلند شمالی، به پاس تاثیر مهم ژوسلین بل در پیشرفت علم، تصویر او را روی اسکناس های 50 پوندی پلیمری جدید خود ثبت کرده است.  
از فیلم‌ها یا برنامه‌های تلویزیونی که وی در آن نقش داشته‌است می‌توان به شکستن فاصل دانش اشاره کرد.